# مارك وادزورث
مارك وادزورث (بالإنجليزية: Marc Wadsworth)‏ هو صحفي الرأي بريطاني، ولد في 20 نوفمبر 1955 في برمنغهام في المملكة المتحدة.

## وصلات خارجية
- مارك وادزورث على موقع IMDb (الإنجليزية)